# Toro (astrologia)

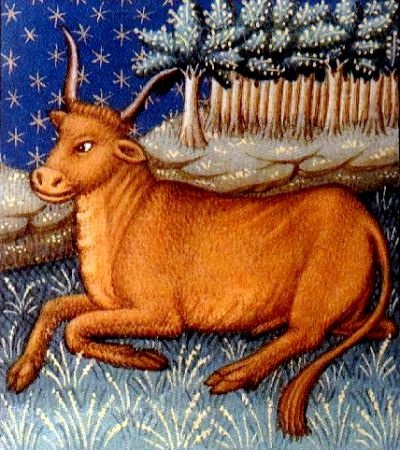
Toro rappresentato in un libro di astrologia del XV secolo

Il Toro (♉︎) è il secondo dei 12 segni zodiacali dell'astrologia occidentale, situato tra Ariete e Gemelli.

## Caratteristiche
Il Toro nella retorica astrologica viene considerato un segno fisso di terra, governato da Venere e correlato alle energie femminili della creazione e della fertilità. In questo segno la Luna si trova in esaltazione, Plutone e Marte in esilio. Il segno opposto è lo Scorpione. Il colore del segno viene identificato con  il verde, le gemme la malachite, lo smeraldo e il quarzo rosa, i numeri fortunati il 5 e il 9.
Secondo l'astrologia, le persone appartenenti a questo segno si riconoscono per la tenacia, la caparbietà, la lealtà, la pazienza e la propensione a riflettere prima di agire. Altre qualità presumibilmente riscontrabili sono la sensualità, il buon gusto estetico e l'attaccamento agli aspetti materiali dell'esistenza. I Toro sarebbero infatti amanti delle arti come del buon cibo e della buona musica, avrebbero quindi un senso del "bello" molto raffinato. Il Sole si può trovare nel segno del Toro nel periodo che va, all'incirca, dal 20 aprile al 20 maggio: il periodo esatto varia di anno in anno e per stabilire la sua posizione nei giorni estremi è necessario consultare le effemeridi.